# Xanthomixis cinereiceps
Xanthomixis cinereiceps é uma espécie de ave da família Bernieridae.
Apenas pode ser encontrada em Madagáscar.
Os seus habitats naturais são: regiões subtropicais ou tropicais húmidas de alta altitude.
Está ameaçada por perda de habitat.